# شيرمان هور
شيرمان هور هو محامي وسياسي أمريكي، ولد في 30 يوليو 1860 في كونكورد في الولايات المتحدة، وتوفي بنفس المكان في 7 أكتوبر 1898. نشط حزبياً في الحزب الديمقراطي. وقد انتخب عضو مجلس النواب الأمريكي ‏.